# Hélder Postiga
Hélder Manuel Marques Postiga (Vila do Conde, 2 augustus 1982) is een Portugees voormalig voetballer die bij voorkeur in de aanval speelde. Postiga debuteerde in 2003 in het Portugees voetbalelftal, waarvoor hij 71 interlands speelde en 26 keer scoorde.

## Clubcarrière
Postiga debuteerde in het seizoen 2001/2002 voor FC Porto. Na twee seizoenen nam Tottenham Hotspur FC de Portugese aanvaller over voor 8 miljoen pond, maar een jaar later keerde hij terug naar Porto. Dat verhuurde hem in januari 2006 aan AS Saint-Étienne en in 2008 aan Panathinaikos FC. Vervolgens werd hij verkocht aan Sporting Lissabon voor een bedrag van 2,5 miljoen. Daar heeft hij drie seizoenen gevoetbald, waarin hij twaalf keer scoorde. In de zomer van 2011 klopte Real Zaragoza bij Sporting aan en nam Postiga over voor ruim één miljoen euro. Bij Real Zaragoza maakte hij 23 doelpunten, waardoor hij de interesse wekte van Valencia. Valencia wilde hem aantrekken als vervanging voor de naar Tottenham Hotspur FC vertrokken Roberto Soldado.

## Interlandcarrière
Postiga nam met zijn vaderland onder meer deel aan het Europees kampioenschap voetbal 2012 in Polen en Oekraïne. Bij dat toernooi werd de ploeg van bondscoach Paulo Bento in de halve finale na strafschoppen (2–4) uitgeschakeld door titelverdediger en buurland Spanje. In de reguliere speeltijd plus verlenging waren beide ploegen blijven steken op 0–0. Postiga liep in het kwartfinaleduel tegen Tsjechië een hamstringblessure op, waardoor hij was uitgeschakeld voor het duel tegen Spanje.
Op 19 mei 2014 maakte bondscoach Paulo Bento bekend Postiga mee te nemen naar het wereldkampioenschap voetbal in Brazilië. Zijn toenmalige clubgenoten Antonio Candreva (Italië), Álvaro González (Uruguay), Lucas Biglia (Argentinië), Senad Lulić (Bosnië en Herzegovina), Ogenyi Onazi (Nigeria) en Miroslav Klose (Duitsland) waren ook actief op het toernooi. Postiga kwam alleen in de groepswedstrijd tegen de Verenigde Staten (2–2 gelijkspel) in actie.
| Interlands van Hélder Postiga voor Portugal | Interlands van Hélder Postiga voor Portugal | Interlands van Hélder Postiga voor Portugal | Interlands van Hélder Postiga voor Portugal | Interlands van Hélder Postiga voor Portugal | Interlands van Hélder Postiga voor Portugal |
| №                                           | Datum                                       | Wedstrijd                                   | Uitslag                                     | Competitie                                  | Goals                                       |
| ------------------------------------------- | ------------------------------------------- | ------------------------------------------- | ------------------------------------------- | ------------------------------------------- | ------------------------------------------- |
| 1                                           | 12 Feb 2003                                 | Italië – Portugal                           | 1–0                                         | Vriendschappelijk                           |                                             |
| 2                                           | 06 Jun 2003                                 | Portugal – Paraguay                         | 0–0                                         | Vriendschappelijk                           |                                             |
| 3                                           | 10 Jun 2003                                 | Portugal – Bolivia                          | 4–0                                         | Vriendschappelijk                           | Goal · Goal                                 |
| 4                                           | 20 Aug 2003                                 | Portugal – Kazachstan                       | 1–0                                         | Vriendschappelijk                           |                                             |
| 5                                           | 31 Mar 2004                                 | Portugal – Italië                           | 1–2                                         | Vriendschappelijk                           |                                             |
| 6                                           | 28 Apr 2004                                 | Portugal – Zweden                           | 2–2                                         | Vriendschappelijk                           |                                             |
| 7                                           | 29 May 2004                                 | Portugal – Luxemburg                        | 3–0                                         | Vriendschappelijk                           |                                             |
| 8                                           | 05 Jun 2004                                 | Portugal – Litouwen                         | 4–1                                         | Vriendschappelijk                           | Goal                                        |
| 9                                           | 24 Jun 2004                                 | Portugal – Engeland                         | 2–2                                         | EK-eindronde                                | Goal                                        |
| 10                                          | 08 Sep 2004                                 | Portugal – Estland                          | 4–0                                         | WK-kwalificatie                             | Goal · Goal                                 |
| 11                                          | 09 Oct 2004                                 | Liechtenstein – Portugal                    | 2–2                                         | WK-kwalificatie                             |                                             |
| 12                                          | 26 Mar 2005                                 | Portugal – Canada                           | 4–1                                         | Vriendschappelijk                           | Goal                                        |
| 13                                          | 30 Mar 2005                                 | Slowakije – Portugal                        | 1–1                                         | WK-kwalificatie                             | Goal                                        |
| 14                                          | 04 Jun 2005                                 | Portugal – Slowakije                        | 2–0                                         | WK-kwalificatie                             |                                             |
| 15                                          | 08 Jun 2005                                 | Estland – Portugal                          | 0–1                                         | WK-kwalificatie                             |                                             |
| 16                                          | 17 Aug 2005                                 | Portugal – Egypte                           | 2–0                                         | Vriendschappelijk                           | Goal                                        |
| 17                                          | 03 Sep 2005                                 | Portugal – Luxemburg                        | 6–0                                         | WK-kwalificatie                             |                                             |
| 18                                          | 07 Sep 2005                                 | Rusland – Portugal                          | 0–0                                         | WK-kwalificatie                             |                                             |
| 19                                          | 12 Oct 2005                                 | Portugal – Letland                          | 3–0                                         | WK-kwalificatie                             |                                             |
| 20                                          | 12 Nov 2005                                 | Portugal – Kroatië                          | 2–0                                         | Vriendschappelijk                           |                                             |
| 21                                          | 15 Nov 2005                                 | Noord-Ierland – Portugal                    | 1–1                                         | Vriendschappelijk                           |                                             |
| 22                                          | 01 Mar 2006                                 | Saoedi-Arabië – Portugal                    | 0–3                                         | Vriendschappelijk                           |                                             |
| 23                                          | 27 May 2006                                 | Portugal – Kaapverdië                       | 4–1                                         | Vriendschappelijk                           |                                             |
| 24                                          | 03 Jun 2006                                 | Luxemburg – Portugal                        | 0–3                                         | Vriendschappelijk                           |                                             |
| 25                                          | 21 Jun 2006                                 | Portugal – Mexico                           | 2–1                                         | WK-eindronde                                |                                             |
| 26                                          | 01 Jul 2006                                 | Engeland – Portugal                         | 0–0                                         | WK-eindronde                                |                                             |
| 27                                          | 05 Jul 2006                                 | Frankrijk – Portugal                        | 1–0                                         | WK-eindronde                                |                                             |
| 28                                          | 06 Feb 2007                                 | Portugal – Brazilië                         | 2–0                                         | Vriendschappelijk                           |                                             |
| 29                                          | 02 Jun 2007                                 | België – Portugal                           | 1–2                                         | EK-kwalificatie                             | Goal                                        |
| 30                                          | 05 Jun 2007                                 | Koeweit – Portugal                          | 1–1                                         | Vriendschappelijk                           |                                             |
| 31                                          | 22 Aug 2007                                 | Armenië – Portugal                          | 1–1                                         | EK-kwalificatie                             |                                             |
| 32                                          | 31 May 2008                                 | Portugal – Georgië                          | 2–0                                         | Vriendschappelijk                           |                                             |
| 33                                          | 15 Jun 2008                                 | Zwitserland – Portugal                      | 2–0                                         | EK-eindronde                                |                                             |
| 34                                          | 19 Jun 2008                                 | Duitsland – Portugal                        | 3–2                                         | EK-eindronde                                | Goal                                        |
| 35                                          | 08 Oct 2010                                 | Portugal – Denemarken                       | 3–1                                         | EK-kwalificatie                             |                                             |
| 36                                          | 12 Oct 2010                                 | IJsland – Portugal                          | 1–3                                         | EK-kwalificatie                             | Goal                                        |
| 37                                          | 17 Nov 2010                                 | Portugal – Spanje                           | 4–0                                         | Vriendschappelijk                           | Goal · Goal                                 |
| 38                                          | 09 Feb 2011                                 | Argentinië – Portugal                       | 2–1                                         | Vriendschappelijk                           |                                             |
| 39                                          | 26 Mar 2011                                 | Portugal – Chili                            | 1–1                                         | Vriendschappelijk                           |                                             |
| 40                                          | 04 Jun 2011                                 | Portugal – Noorwegen                        | 1–0                                         | EK-kwalificatie                             |                                             |
| 41                                          | 10 Aug 2011                                 | Portugal – Luxemburg                        | 5–0                                         | Vriendschappelijk                           |                                             |
| 42                                          | 02 Sep 2011                                 | Cyprus – Portugal                           | 0–4                                         | EK-kwalificatie                             |                                             |
| 43                                          | 07 Oct 2011                                 | Portugal – IJsland                          | 5–3                                         | EK-kwalificatie                             | Goal                                        |
| 44                                          | 11 Oct 2011                                 | Denemarken – Portugal                       | 2–1                                         | EK-kwalificatie                             |                                             |
| 45                                          | 11 Nov 2011                                 | Bosnië en Her. – Portugal                   | 0–0                                         | EK-kwalificatie                             |                                             |
| 46                                          | 15 Nov 2011                                 | Portugal – Bosnië en Herz.                  | 6–2                                         | EK-kwalificatie                             | Goal · Goal                                 |
| 47                                          | 29 Feb 2012                                 | Polen – Portugal                            | 0–0                                         | Vriendschappelijk                           |                                             |
| 48                                          | 26 May 2012                                 | Portugal – Macedonië                        | 0–0                                         | Vriendschappelijk                           |                                             |
| 49                                          | 02 Jun 2012                                 | Portugal – Turkije                          | 1–3                                         | Vriendschappelijk                           |                                             |
| 50                                          | 09 Jun 2012                                 | Duitsland – Portugal                        | 1–0                                         | EK-eindronde                                |                                             |
| 51                                          | 13 Jun 2012                                 | Denemarken – Portugal                       | 2–3                                         | EK-eindronde                                | Goal                                        |
| 52                                          | 17 Jun 2012                                 | Portugal – Nederland                        | 2–1                                         | EK-eindronde                                |                                             |
| 53                                          | 21 Jun 2012                                 | Tsjechië – Portugal                         | 0–1                                         | EK-eindronde                                |                                             |
| 54                                          | 07 Sep 2012                                 | Luxemburg – Portugal                        | 1–2                                         | WK-kwalificatie                             | Goal                                        |
| 55                                          | 11 Sep 2012                                 | Portugal – Azerbeidzjan                     | 3–0                                         | WK-kwalificatie                             | Goal                                        |
| 56                                          | 12 Oct 2012                                 | Rusland – Portugal                          | 1–0                                         | WK-kwalificatie                             |                                             |
| 57                                          | 16 Oct 2012                                 | Portugal – Noord-Ierland                    | 1–1                                         | WK-kwalificatie                             | Goal                                        |
| 58                                          | 06 Feb 2013                                 | Portugal – Ecuador                          | 2–3                                         | Vriendschappelijk                           | Goal                                        |
| 59                                          | 22 Mar 2013                                 | Israël – Portugal                           | 3–3                                         | WK-kwalificatie                             | Goal                                        |
| 60                                          | 26 Mar 2013                                 | Azerbeidzjan – Portugal                     | 0–2                                         | WK-kwalificatie                             |                                             |
| 61                                          | 07 Jun 2013                                 | Portugal – Rusland                          | 1–0                                         | WK-kwalificatie                             | Goal                                        |
| 62                                          | 14 Aug 2013                                 | Portugal – Nederland                        | 1–1                                         | Vriendschappelijk                           |                                             |
| 63                                          | 06 Sep 2013                                 | Noord-Ierland – Portugal                    | 2–4                                         | WK-kwalificatie                             |                                             |
| 64                                          | 10 Sep 2013                                 | Brazilië – Portugal                         | 3–1                                         | Vriendschappelijk                           |                                             |
| 65                                          | 15 Oct 2013                                 | Portugal – Luxemburg                        | 3–0                                         | WK-kwalificatie                             | Goal                                        |
| 66                                          | 15 Nov 2013                                 | Portugal – Zweden                           | 1–0                                         | WK-kwalificatie                             |                                             |
| 67                                          | 31 May 2014                                 | Portugal – Griekenland                      | 0–0                                         | Vriendschappelijk                           |                                             |
| 68                                          | 06 Jun 2014                                 | Mexico – Portugal                           | 0–1                                         | Vriendschappelijk                           |                                             |
| 69                                          | 10 Jun 2014                                 | Ierland – Portugal                          | 1–5                                         | Vriendschappelijk                           |                                             |
| 70                                          | 22 Jun 2014                                 | Verenigde Staten – Portugal                 | 2–2                                         | WK-eindronde                                |                                             |
| 71                                          | 14 Nov 2014                                 | Portugal – Armenië                          | 1–0                                         | EK-kwalificatie                             |                                             |